# Heinz Welzel
Pour les articles homonymes, voir Welzel.
Heinz Welzel (né le 30 mai 1911 à Berlin-Siemensstadt, mort le 26 mars 2002 à Berlin) est un acteur allemand.

## Biographie
Welzel est le fils d'un projectionniste ; ses parents ont un petit cinéma à Berlin. Après l'abitur, il a commencé des études de droit. Après seulement deux semestres, cependant, il se tourne vers le théâtre et, à partir de 1932, va au Max Reinhardt Seminar à Berlin. La même année, il fait ses débuts sur scène à Gera ; il est également chanteur. Il a des engagements à Dresde (saison 1933/1934 au Komödienhaus Dresden) et Vienne (1942, Theater in der Josefstadt). En 1941, il est appelé au service militaire, mais est libéré après une grave maladie.
Welzel endosse un premier rôle au cinéma l'année de ses débuts sur scène. Jusqu'en 1943, il travaille beaucoup dans des productions UFA, dont des films de propagande nazie réalisés par Karl Ritter.
Après la Seconde Guerre mondiale, Welzel est à nouveau sur scène et est engagé entre autres au Theater Lübeck (saison 1945-1946). À partir de 1946, il joue du théâtre à Berlin, au Schlosspark Theater (1948-1950), Hebbel-Theater et au Renaissance-Theater (saison 1952-1953). Par ailleurs, il n'apparaît que rarement au cinéma ou même la télévision.
Welzel est intervenant à la radio (NWDR, SFB, RIAS) et doubleur.

## Filmographie
- 1932 : Mieter Schulze gegen alle
- 1936 : Verräter
- 1937 : Unternehmen Michael
- 1937 : Permission sur parole (de)
- 1938 : Un mariage sous la révolution
- 1938 : Toi et moi
- 1938 : Quatre Filles courageuses
- 1938 : Pour le Mérite
- 1939 : Aufruhr in Damaskus
- 1939 : Mann für Mann (de)
- 1939 : D III 88
- 1939 : Legion Condor (de) (inachevé)
- 1940 : Friedrich Schiller - Le triomphe d'un génie
- 1941 : Kampfgeschwader Lützow
- 1941 : L'Appel du devoir
- 1941 : Menschen im Sturm
- 1942 : Der Seniorchef
- 1943 : Liebespremiere
- 1943 : Titanic
- 1944 : Ein schöner Tag
- 1947 : Razzia (de)
- 1954 : Das ideale Brautpaar
- 1961 : Unter Ausschluß der Öffentlichkeit
- 1968 : Le Trésor de la vallée de la mort

## Crédit d'auteurs
- (de) Cet article est partiellement ou en totalité issu de l’article de Wikipédia en allemand intitulé « Heinz Welzel » (voir la liste des auteurs).